# Pfarrkirche Münzkirchen

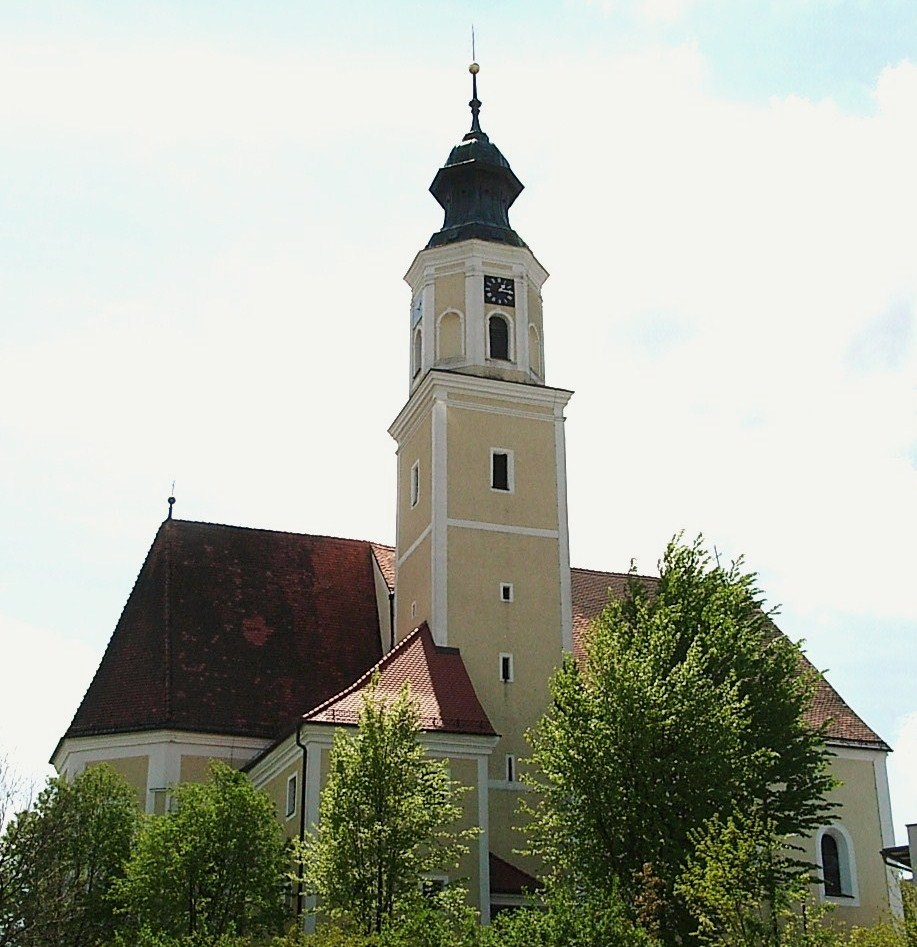
Katholische Pfarrkirche Mariä Himmelfahrt in Münzkirchen

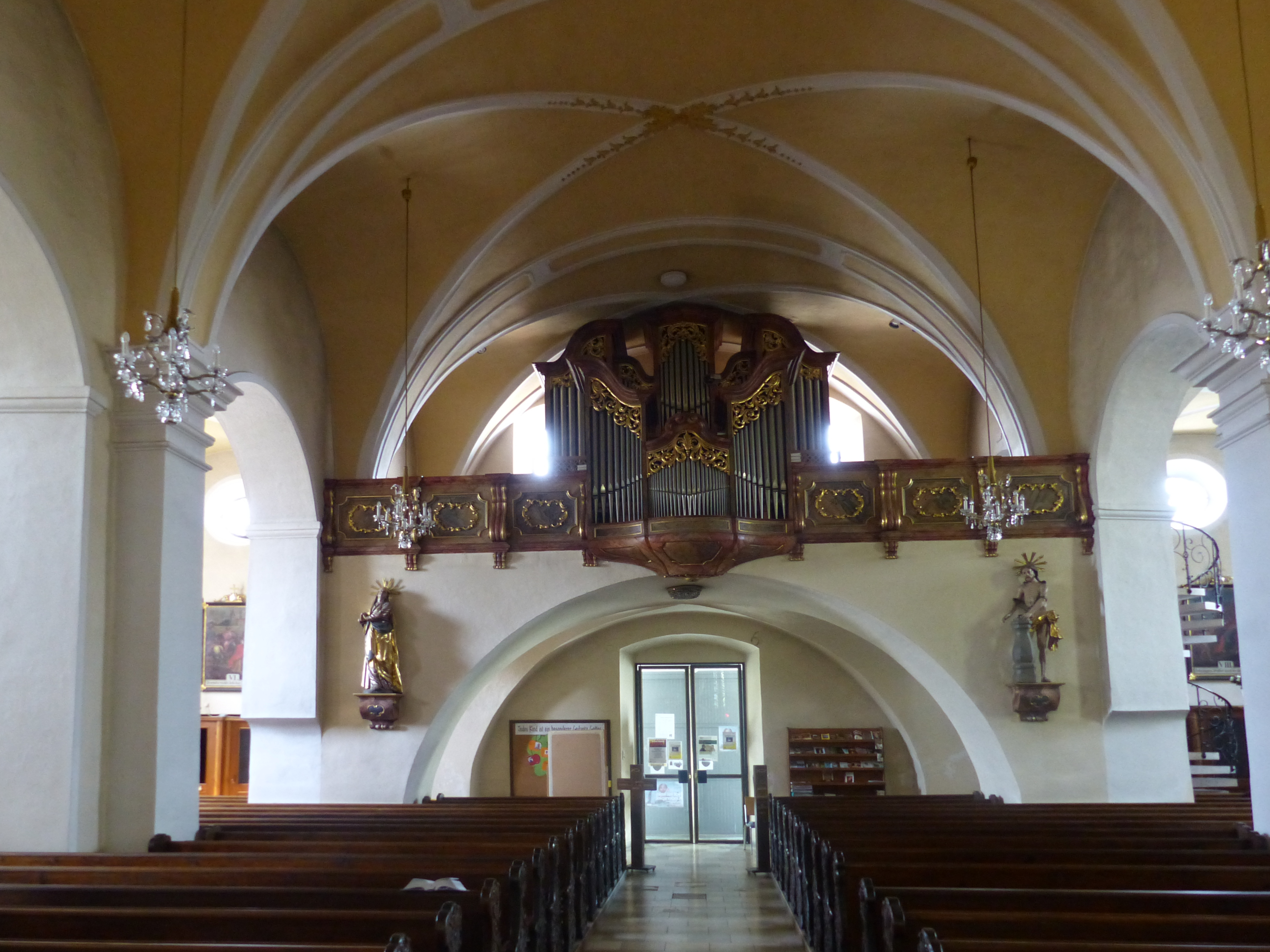
Ansicht der Empore mit der Kirchenorgel

Die römisch-katholische Pfarrkirche Münzkirchen mit dem Patrozinium Mariä Himmelfahrt steht im Ort Münzkirchen in der Marktgemeinde Münzkirchen im Bezirk Schärding in Oberösterreich. Seit dem 1. Jänner 2023 gehört Münzkirchen als eine von 12 Pfarrteilgemeinden zur Pfarre Schärding der Diözese Linz. Die Kirche und der Friedhof stehen unter Denkmalschutz.

## Geschichte
Urkundlich wurde um 1030 eine Kirche genannt. Zur Zeit der frühen Kirchenorganisation im Mittelalter bildete Münzkirchen eine eigene Urpfarre. Sie bestand, ebenso wie die Pfarre St. Weihflorian, aus Gebieten, die ursprünglich zur Pfarre St. Severin in der Passauer Innstadt gehört hatten. 1182 wurde St. Severin mit dem für die Verwaltung der Innbrücke zuständigen „Innbruckamt“ dem St. Ägidien-Spital in der Innstadt inkorporiert. Das „Innbruckamt“ verwaltete seither auch die dem Spital inkorporierten Pfarren, die vom jeweiligen „Bruckpfarrer“ zu vergeben waren. Zu diesen zählten neben St. Severin mit Schardenberg und Wernstein auch St. Weihflorian, Kellberg, Hauzenberg, Kopfing, Münzkirchen und Tettenweis.
Der gotische Kirchenbau wurde im Barock erweitert.

## Architektur
Das dreischiffige vierjochige Langhaus wurde wohl im 17. Jahrhundert aus einem einschiffigen gotischen Langhaus erweitert. Das Langhaus ist kreuzgratgewölbt. Das nördliche Seitenschiff ist dreijochig mit dem Turm im vierten östlichen Joch. Der leicht eingezogene einjochige kreuzrippengewölbte Chor hat einen Fünfachtelschluss. Der Nordturm – das östliche Joch des nördlichen Seitenschiff einnehmend besteht aus gotischem Bruchsteinmauerwerk mit Schießscharten, der Aufsatz ist achtseitig und trägt einen barocken Helm von 1720.

## Ausstattung
Der Hochaltar aus 1761 trägt eine gotische zum Teil überschnitzte und 1953 restaurierte Marienstatue aus dem Ende des 15. Jahrhunderts. Das Gehäuse der Orgel stammt von Josef Gast aus 1800.